# Triángulo
Triángulo är en udde i Antarktis. Den ligger i Sydshetlandsöarna. Argentina, Chile och Storbritannien gör anspråk på området.
Terrängen inåt land är kuperad åt nordost, men åt sydväst är den platt. Havet är nära Triángulo åt sydväst. Trakten är glest befolkad. Närmaste befolkade plats är Maldonado Station, 9,5 kilometer nordost om Triángulo. 